# Jurado en Cap
El Jurado en Cap o Jurat en Cap o Primero de los Jurados en castellano, fue un cargo foral en el Reino de Valencia y el Reino de Mallorca, en España Era parecido al Conseller en cap existente en el Cataluña. En el reino de Aragón la denominación variaba entre ciudades usándose Jurado en Cap en Zaragoza pero prior de jurados en Huesca, Jaca y Barbastro.
Había dos Jurados en Cap, uno representaba al estamento nobiliario y el otro al popular o real. El Jurado en Cap era elegido por sorteo entre el resto de los Jurados. 
En los Decretos de Nueva Planta fueran eliminados los Fueros y por lo tanto todos los cargos y muchas de las instituciones forales del Reino. Con ello los jurados fueron sustituidos por los regidores y su cabeza por el alcalde.